# Zygmunt Ginter
Zygmunt Ginter (* 12. Januar 1918 in Rudno; † 1. März 1964 in Warschau) war ein polnischer Eishockeyspieler.

## Karriere
Zygmunt Ginter lebte während der Deutschen Besetzung Polens in Warschau. Nach dem Ende des Zweiten Weltkriegs spielte er auf Vereinsebene für Legia Warschau in der polnischen Eishockeyliga.

### International
Für die polnische Eishockeynationalmannschaft nahm Ginter an den Olympischen Winterspielen 1948 in St. Moritz teil. Insgesamt absolvierte er neun Länderspiele für Polen.